# Javorik
Javorik je naseljeno mjesto u općini Konjic, Federacija Bosne i Hercegovine, BiH.
Nalazi se južno od Jablaničkog jezera.

## Stanovništvo

### 1991.
Nacionalni sastav stanovništva 1991. godine, bio je sljedeći:
ukupno: 8
- Hrvati – 8

### 2013.
Na popisu 2013. godine bilo je bez stanovnika.

## Vanjske poveznice
- Satelitska snimka  Arhivirana inačica izvorne stranice od 25. studenoga 2020. (Wayback Machine)